# 日曜ヒマするあなたに送る ヌンヌンヌーン!
『日曜ヒマするあなたに送る ヌンヌンヌーン!』（にちようひまするあなたにおくる ヌンヌンヌーン！）は、静岡放送（SBSラジオ）で2022年4月3日から放送されているラジオ番組である。

## 概要
2022年3月まで放送されていた『まだ帰りたくない大人たちへ チョコレートナナナナイト!』の事実上の後番組。前番組に引き続きアルコ&ピースの酒井健太がパーソナリティを務める。
通常の放送時間は日曜日の12:00 - 14:00だが、不定期に山田門努がメインパーソナリティーを務める『もんどのGOGO! マイホームセンター』を12:00 - 13:00に放送の場合あり。その時は13:00 - 14:00の短縮版での放送となる。尚、2023年6月11日以降は通常14時台に放送の番組を休止（ラジオ番組制作会社の番組で、SBSの制作ではない）して、13:00 - 15:00と1時間繰り下げて放送。
2023年1月22日は3年ぶりに『天皇盃 全国男子駅伝実況中継』（12時30分スタート）が実施された為、本番組は休止。2024年1月21日は第29回大会が開催の為、2025年1月19日は第30回大会の開催のため、19時から21時の通常番組（『アルコ&ピース D.C.GARAGE』を含む）を休止し、夜ヌヌヌを放送。通常回とは異なり、2024年では寝間着姿で放送。2025年は静岡市両替町のキャバクラからバーニーガールを呼んで放送した。
2023年3月26日、静岡市七間町アルティエにて「SBSラジオパーク」が開催。「SBSラジオパーク」内イベントととして公開生放送が行われた。
通常は静岡市駿河区登呂の静岡放送本社からの放送だが、不定期に銀座所在の東京支社のスタジオから放送するケースもある（2022年9月4日・11月6日・2023年1月30日・2月12日。9月4日は酒井と近江、1月30日は酒井のみ、2月12日は酒井・近江・滝澤の3人）。

## 出演者
現在
- 酒井健太（アルコ&ピース）
- 杉本真子（SBSアナウンサー、2023年10月8日 - ）

2023年4月入社の若手アナウンサー。
- 滝澤悠希（SBSアナウンサー）

岩手めんこいテレビから移籍。2022年4月入社。
2023年1月29日は仙台で実施の気象予報士試験を受験したため休み。
過去
- 近江由佳（SBSアナウンサー、2022年4月3日 - 2023年10月1日）

東京23区ガールズの元メンバー。NHK松山放送局から移籍。2023年10月1日をもって本番組を卒業。

## コーナー

### 現在
- そちら今何時？

海外に住む日本人にリモートをつなぎ、現地の時間と生活ぶりを聞く。
- こちら1230静岡ゲスト

「世界に誇る静岡ゆかりの人物」を紹介するコーナー(どちらのコーナーを担当するのかは不定)。
2023年1月15日は、自主トレ中の紅林弘太郎（オリックス・バファローズ）とリモート中継した。
- THE NOON

リスナー参加の音声投稿コーナー。“NOON”には“全盛期”という意味もあることから、リスナーの今週のハイライトを音声で送ってもらう。
- 日曜お昼の電リクタイム １時の電リクチャンス

午後１時の時報と同時にスタジオに電話をかけて、最初に通じたリスナーがリクエストの権利を獲得。
リスナーからのリクエスト曲が放送局にあったら曲が流れ、無い場合はトークが継続される。
「そちら今何時？」「こちら1230静岡ゲスト」の進行が１時近くまで及んだ場合、5分程度遅れてのスタートとなる。
2023年6月11日は放送終了が午後3時に繰り下がった為、午後2時の時報と同時に変更となった。　　
- 小学3年生  リスナー参加のネタコーナー。  まだまだ知らないことだらけの小学3年生。 経験豊富な大人から「人生が豊かになるアドバイス」をどうぞ。  ⛳️ 架空の小学生から「イイ♪」を引き出そう  ⛳️書き出し「ねぇねぇ聞いて」
- 中継コーナー

13時台の途中で滝澤がスタジオから離れて、主に静岡市内からその時の様子をレポートする。

### 過去
- そしてボクはオトナになった

リスナー参加のネタコーナー。

## プレゼント
2024年11月からエンディングで発表される『ヌヌヌ大賞』に選ばれたリスナーには、『番組特製携帯ストラップ』がプレゼントされる。また、『THE NOON』のコーナーで採用されたリスナーには、番組ステッカーがプレゼントされる。

### 過去のプレゼント
2022年4月から2024年10月まではエンディングで発表される『ヌヌヌ大賞』に選ばれたリスナーには、『番組特製パーパスケース』がプレゼントされた。

## テーマ曲
- 時報直後
  - 「はじめに（イントロ）」 - イルリメ

- オープニング
  - 「リトルダンサー feat.Ito（PEOPLE 1）」 - WurtS

- ヌン活のコーナー 　
  - 「DuDa」 - Ian Post

- そしてボクはオトナになった
  - 「Stand By Me」 - ベン・E・キング
  - 「ロリポップ」 - コーデッツ
- 小学3年生
  - 「夢」 - THE BLUE HEARTS

- エンディング　
  - 「笑顔の未来へ」 - エレファントカシマシ